# Edward Stewart Kennedy
Edward Stewart Kennedy (* 3. Januar 1912 in Mexiko; † 4. Mai 2009 in Doylestown, Pennsylvania) war ein US-amerikanischer Wissenschaftshistoriker, der sich mit Astronomie im mittelalterlichen Islam befasste.

## Leben
Er wurde als Sohn amerikanischer Eltern in Mexiko geboren, der Ausbruch der mexikanischen Revolution ließ die Eltern aber zurück in die USA gehen, wo er in Easton (Pennsylvania) aufwuchs. 1932 machte er seinen College-Abschluss in Easton und ging als Lehrer an eine von den Presbyterianern unterhaltene Schule bei Teheran (Alborz College). Er blieb dort vier Jahre und sein Aufenthalt erweckte sein Interesse für die islamische Welt. Nach der Rückkehr studierte er an der Lehigh University, an der er 1939 bei Tomlinson Fort in Mathematik promoviert wurde (Exponential analogs of the Lambert series). Danach war er Assistant Professor an der University of Alabama und begann sich mit mittelalterlicher persischer und arabischer Astronomie und Mathematik zu befassen.
Im Zweiten Weltkrieg war er ab 1941 als einer der wenigen Farsi sprechenden Offiziere bei der alliierten Mission im  Iran. Bei einer kurzen Rückkehr in die USA während dieser Zeit begann seine Zusammenarbeit mit Otto Neugebauer an der Brown University, die bis zu dessen Tod 1990 anhielt. 1946 wurde er Professor an der Amerikanischen Universität Beirut, wo er seine Kenntnisse in Arabisch vertiefte. 1951 heiratete er dort die Lehrerin Mary Helen Scanlon. 1976 wurde er in Beirut emeritiert. Er forschte aber weiter 1976 bis 1978 am American Research Center in Ägypten und 1978 bis 1980 am Institut für arabische Wissenschaftsgeschichte in Aleppo. Ruhestandspläne im Libanon, wo er in den Bergen über Beirut ein Sommerhaus hatte, zerschlugen sich durch den Bürgerkrieg und er verließ 1984 endgültig den Libanon. Er war vier Jahre am von Fuat Sezgin geleiteten Institut für Geschichte der arabisch-islamischen Wissenschaften an der Goethe-Universität Frankfurt und ab 1989 an der Princeton University.
Seine Spezialität waren die (sowohl bei den Arabern als auch bei den Persern) Zij genannten astronomischen Handbücher des mittelalterlichen Islam. Sein Hauptwerk darüber erschien 1956.
2001 erhielt er den jordanischen Istiqlal-Orden.

## Schriften
- A survey of Islamic Astronomical Tables. In: Transactions of the American Philosophical Society. Band 46, Nr. 2, 1956, S. 123–177, JSTOR:1005726.
- mit anderen: Studies in the Islamic Exact Sciences. American University of Beirut Press, Beirut 1983.